# Sankt Marien
Sankt Marien osztrák község Felső-Ausztria Linzvidéki járásában. 2020 januárjában 4828 lakosa volt. 

## Elhelyezkedése

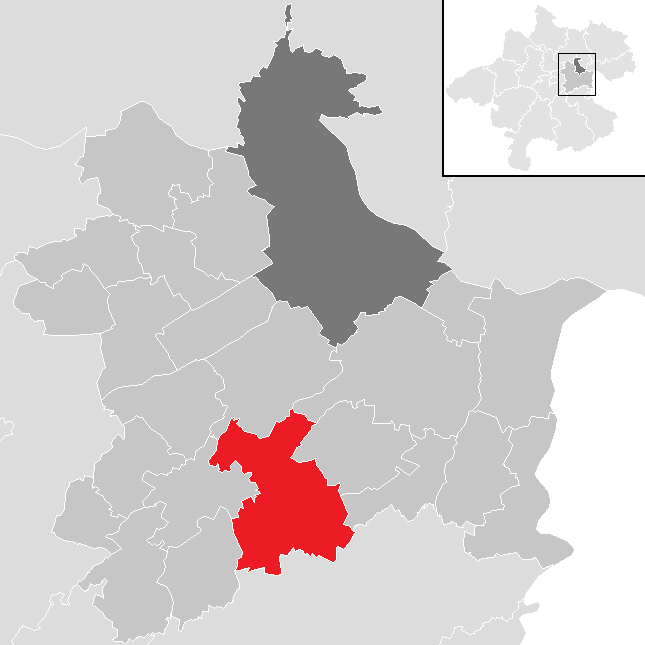
Sankt Marien a Linzvidéki járásban

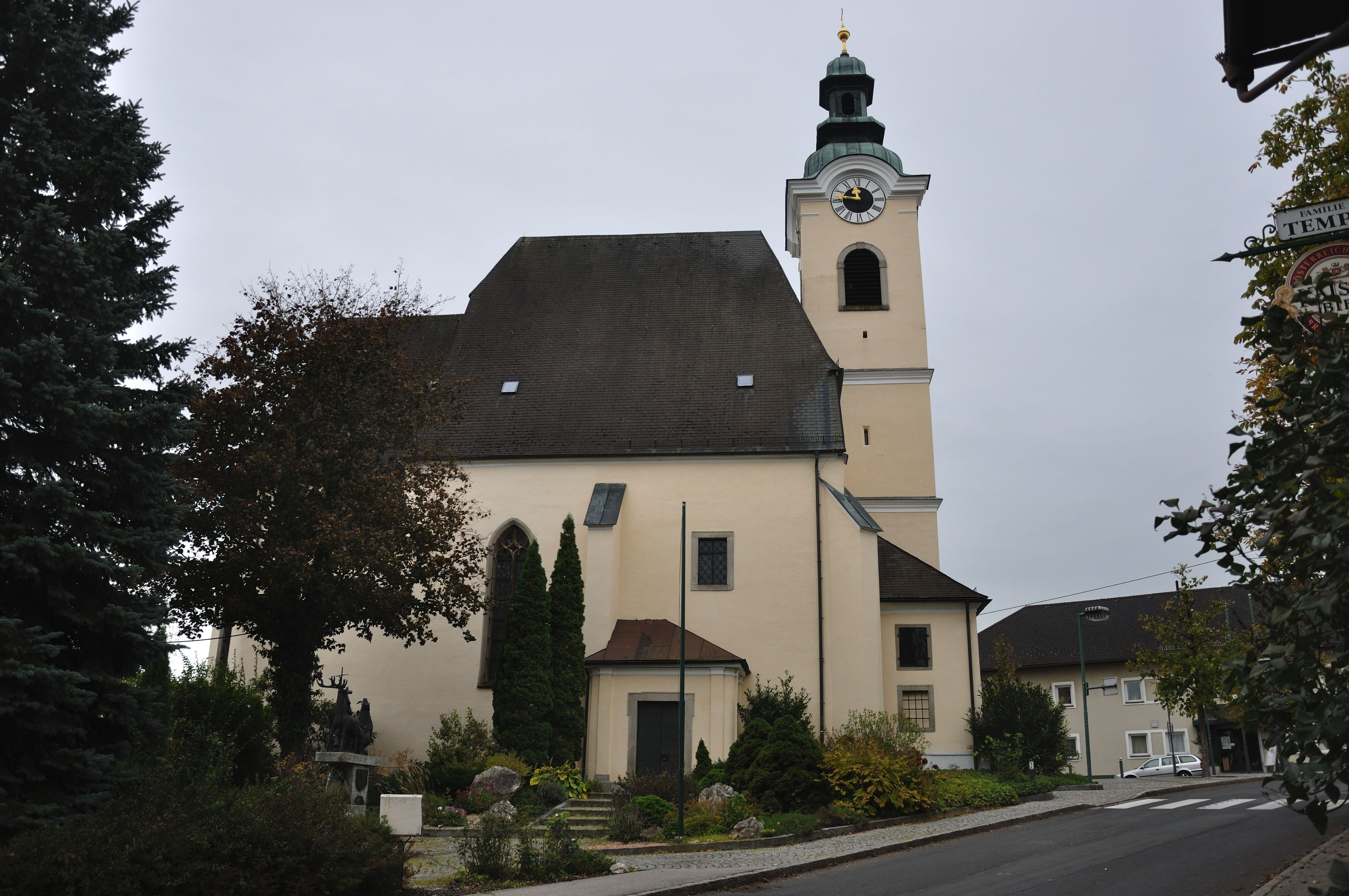
A Szűz Mária-plébániatemplom

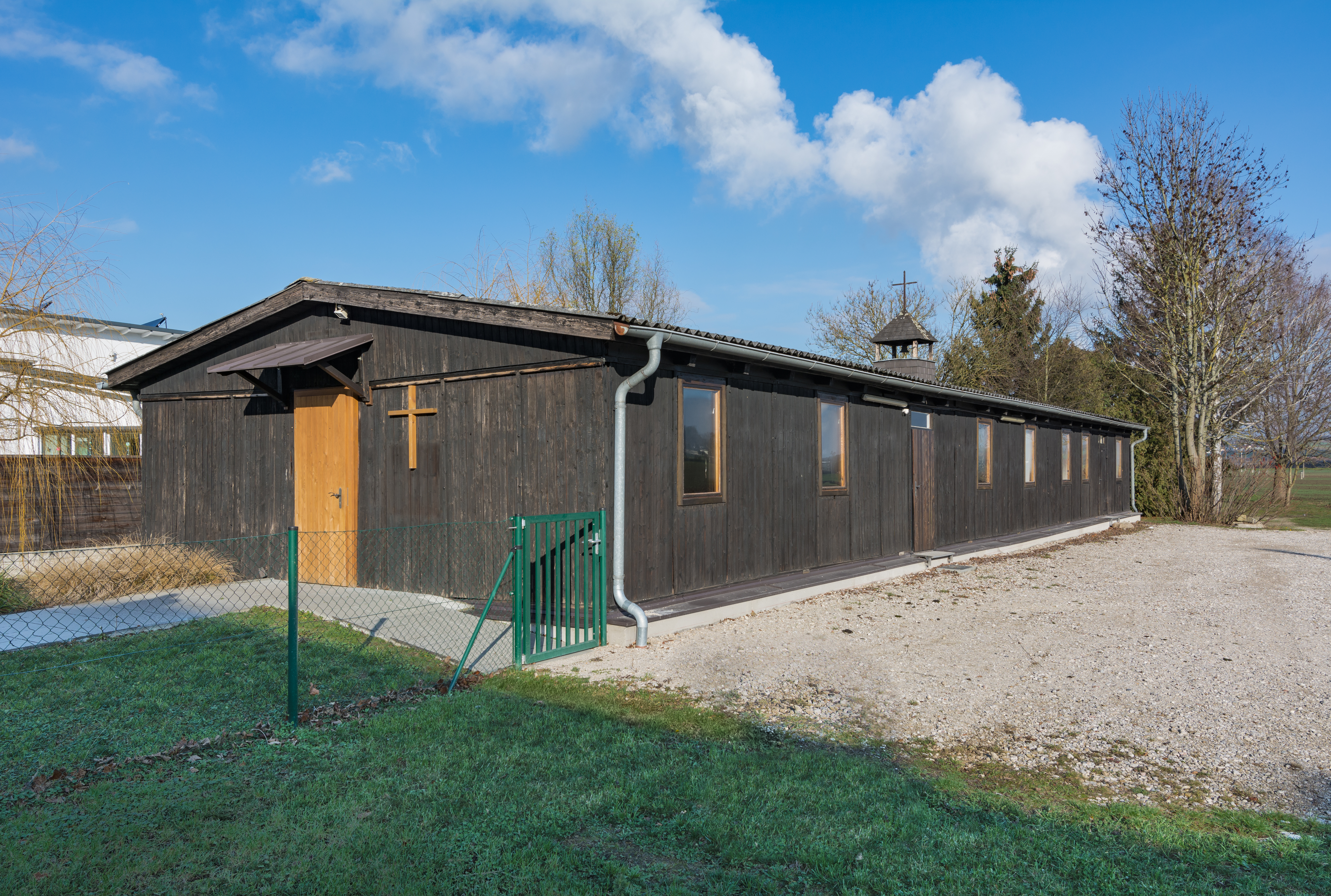
A nöstlbachi barakktemplom

Sankt Marien a tartomány Traunviertel régiójában fekszik az Enns és Traun folyók közötti hátságon, az Astenbach patak mentén. Legmagasabb pontja 370 méterrel van a tengerszint fölött. Területének 11%-a erdő, 80% áll mezőgazdasági művelés alatt. Az önkormányzat 14 településrészt, illetve falut egyesít: Grub (40 lakos 2020-ban), Kimmersdorf (84), Kurzenkirchen (109), Niederschöfring (67), Nöstlbach (1488), Oberndorf (89), Oberschöfring (143), Pachersdorf (57), Pichlwang (176), Sankt Marien (1511), Stein (64), Thal (35), Tiestling (31) és Weichstetten (934).  
A környező önkormányzatok: délnyugatra Piberbach, nyugatra Neuhofen an der Krems, északra Ansfelden, északkeletre Sankt Florian, keletre Niederneukirchen és Hofkirchen im Traunkreis, délre Wolfern és Schiedlberg.  

## Története
St. Marient először 1318-ban említik az írott források. Térsége eredetileg a Bajor Hercegség keleti határvidékéhez tartozott, a 12. században került át az Osztrák Hercegséghez. 
A napóleoni háborúk során a községet több alkalommal megszállták. 
A köztársaság 01918-as megalakulása után St. Marien Felső-Ausztria tartomány része lett. Miután a Német Birodalom 1938-ban annektálta Ausztriát, az Oberdonaui gauba sorolták be. A második világháború után az ország függetlenné válásával ismét Felső-Ausztriához került.

## Lakosság
A Sankt Marien-i önkormányzat területén 2020 januárjában 4828 fő élt. A lakosságszám 1961 óta dinamikusan növekszik, azóta közel kétszeresére duzzadt. 2018-ban a helybeliek 94,8%-a volt osztrák állampolgár; a külföldiek közül 1,3% a régi (2004 előtti), 2,2% az új EU-tagállamokból érkezett. 1,1% a volt Jugoszlávia (Szlovénia és Horvátország nélkül) vagy Törökország, 0,6% egyéb országok polgára volt. 2001-ben a lakosok 83,2%-a római katolikusnak, 4% evangélikusnak, 2,4% mohamedánnak, 9% pedig felekezeten kívülinek vallotta magát. Ugyanekkor 4 magyar élt a községben; a legnagyobb nemzetiségi csoportot a német (96,4%) mellett a törökök alkották 1,9%-kal. 
A népesség változása:

| 2016 | 4 644 |
| 2018 | 4 769 |

## Látnivalók
- a későgótikus Szűz Mária-plébániatemplom
- a weichstetteni Szt. Lőrinc-plébániatemplom
- a pichlwangi Szt. Mihály-templom
- a nöstlbachi barakktemplomot 1946-ban szentelték fel a közeli menekülttábor lakóinak számára. Ma Ausztriában ez az utolsó, még mindig funkcionáló barakktemplom.

## Fordítás
- Ez a szócikk részben vagy egészben  a   St. Marien című német Wikipédia-szócikk ezen változatának fordításán alapul.  Az eredeti cikk szerkesztőit annak laptörténete sorolja fel. Ez a jelzés csupán a megfogalmazás eredetét és a szerzői jogokat jelzi, nem szolgál a cikkben szereplő információk forrásmegjelöléseként.